# Georgij Zjzjonov

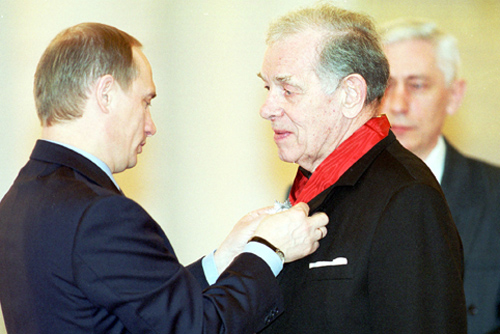
Georgij Zjzjonov för en medalj av Vladimir Putin, 2000.

Georgij Stepanovitj Zjzjnov (ryska: Георгий Степанович Жжёнов), född 22 mars 1915 i Petrograd, Ryssland, död 8 december 2005 i Moskva, Ryssland, var en sovjetisk skådespelare.
Zjzjnov tillbringade flera år i sovjetiska fångläger, först dömd till fem år 1938, falskt anklagad för spioneri, och åter dömd till sex år förvisning till Sibirien 1949.

## Filmografi (urval)
- 1931 – Vägen till livet
- 1934 – 20.000 rubel för Tjapajeffs huvud
- 1938 – Komsomolsk
- 1957 - Na ostrove dalnem
- 1962 - Stormarnas planet
- 1968 - Voyage to the Planet of Prehistoric Women
- 1968 – Marschen mot Berlin
- 1980 – Kraschlandning
- 1988 - Zagon
- 1999 - Nezrimyj putesjestvennik